# Echium spurium
Echium spurium là loài thực vật có hoa trong họ Mồ hôi. Loài này được Lojac. mô tả khoa học đầu tiên năm 1907.